# Geoffrey Cantin-Arku
Geoffrey Cantin-Arku (né le 9 octobre 1998) est un secondeur canadien des Alouettes de Montréal de la Ligue canadienne de football (LCF). Il a joué au football universitaire à Syracuse et à Memphis.

## Biographie

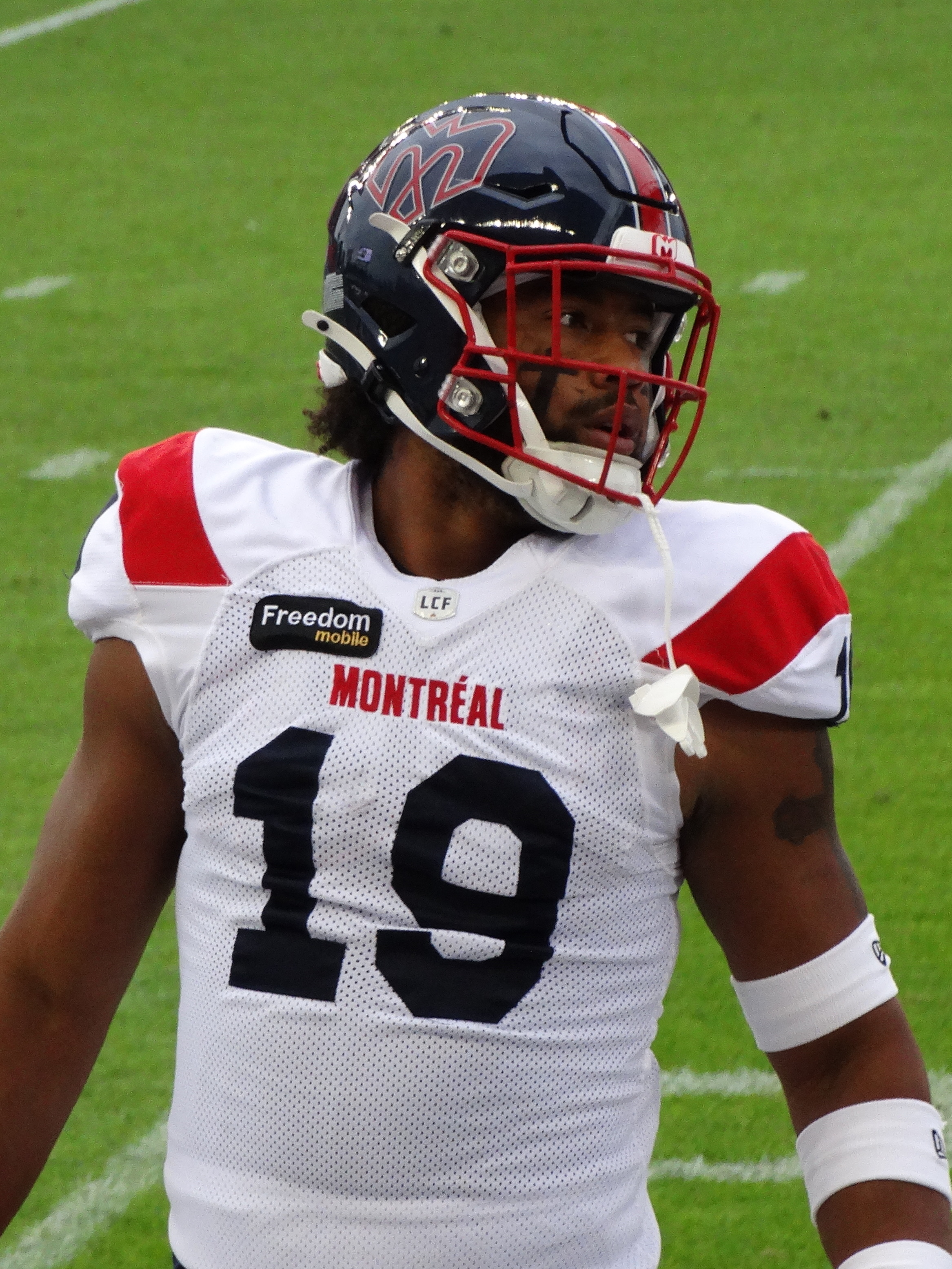
Geoffrey Cantin-Arku, 2024

Cantin-Arku est né à Val D'or, au Québec,. Il a grandi en jouant d'abord au hockey, mais s'est ensuite tourné vers le football. Après ses études secondaires, il a joué trois ans au football collégial au Cégep Garneau à Québec,. Cantin-Arku a enregistré 55,5 plaqués, un sac et deux interceptions lors de sa dernière saison au Cégep Garneau. Il a été classé troisième meilleur espoir canadien de la classe de 2019 par ESPN. Il a également été classé n° 30 des secondeurs extérieurs par Rivals.com, n° 42 des secondeurs extérieurs par 247Sports.com et n° 63 des secondeurs extérieurs par ESPN.

## Carrière universitaire
Cantin-Arku a joué pour la première fois au football universitaire à Syracuse de 2019 à 2021. Lors de sa première année, il aura joué neuf matchs en 2019,Il jouera principalement dans l'équipe spéciale il réussira un plaquage. Pour sa deuxième saison en 2020, Il participera à 11 matchs où il sera titulaire à 10 reprises, totalisant 63 plaqués, 4,0 sacs, deux échappés forcés et un échappé récupéré. Cantin-Arku pour sa dernière saison au Orange de Syracuse en 2021, il participera à 10 rencontres avant d'entrer dans le processus de demande d'échange de la NCAA au cours de la semaine 11. Il a accumulé 43 plaqués, un sac et un échappé forcé cette saison-là.
Cantin-Arku a été transféré à Memphis de 2022 à 2023,. Il participera aux 13 matchs de 2022, dont 11 en tant que titulaire, totalisant : 76 plaqués, 1,5 sac et deux ruptures de passes. Pour sa dernière saison chez les Tigers en 2023, Geoffrey jouera 13 matchs, totalisant 79 plaqués, un sac, deux échappés forcés, une récupération d'échappé, une interception, deux ruptures de passe et un field goal bloqué qu'il a également retourné pour un touchdown. Cantin-Arku a obtenu une mention honorable All-AAC cette saison-là.

## Carrière professionnelle
Geoffrey s'inscrit au repêchage de la NFL 2024. Cependant n'ayant pas pu être repêcher. Geoffrey Cantin-Arku fut invité au mini-camp des recrues avec les Dolphins de Miami à titre d'essai,. Il a été sélectionné par les Alouettes de Montréal de la Ligue canadienne de football (LCF) au premier tour, avec le neuvième choix au total, du repêchage de la LCF 2024. Il a officiellement signé avec les Alouettes le 13 mai 2024.
Geoffrey réalise un bon début de saison recrue en étant nommé joueur de la semaine 3DownNation pour la semaine 4 de la saison 2024 de la LCF après avoir enregistré quatre plaqués en défense, deux sacs et une passe rabattue.